# فرانسوا برلئان
فرانسوا برلِئان (ارمنی: Ֆրանսուա Բեռլեան؛ فرانسوی: François Berléand‎) (زاده ۲۲ آوریل ۱۹۵۲) بازیگر سینما و تئاتر ارمنی-فرانسوی است. وی در پاریس از پدری ارمنی و مادر فرانسوی زاده شد. وی از سال ۱۹۷۷ میلادی تاکنون مشغول فعالیت بوده‌است. برلئان بیشتر به خاطر بازی در فیلم‌های ترانسپورتر مشهور است.

## گزیده فیلمشناسی
از فیلم‌ها یا برنامه‌های تلویزیونی که وی در آن نقش داشته‌است می‌توان به آثار زیر اشاره کرد.
- خداحافظ بچه‌ها (۱۹۸۷)
- کامیل کلودل (۱۹۸۸)
- ارکستر سرخ (۱۹۸۹)
- کمیسر لسکو (۱۹۹۲)
- نوازنده ویولون (۱۹۹۴)
- طعمه (۱۹۹۵)
- قهرمان خودساخته (۱۹۹۶)
- رومانس (۱۹۹۹)
- بد کمپانی (۱۹۹۹)
- بازیگران (۲۰۰۰)
- هم‌سرایان (۲۰۰۴)
- ترانسپورتر (۲۰۰۲)
- ترانسپورتر ۲ (۲۰۰۲)
- کمدی قدرت (۲۰۰۶)
- وجه نقد (۲۰۰۸)
- ۱۵ سال و نیم (۲۰۰۸)
- ترانسپورتر ۳ (۲۰۰۸)
- کنسرت (۲۰۰۹)
- شادی هرگز به تنهایی نمی‌آید (۲۰۱۲)
- حرف زدن مرد مرده (۲۰۱۲)